# Józef Salezy Ossoliński
 Józef Salezy Ossoliński (Ignacy Cypryan Herkulan z Balic) herbu Topór (ur. po 1734, zm. 16 października 1790 roku w Wiedniu) – od ok. 1780 senator, starosta sandomierski w latach 1763–1774, starosta sokołowski, wojewoda podlaski (1774–1789), starosta chmielnicki w 1774 roku.
Syn Józefa Kantego Ossolińskiego, właściciel Rymanowa. Matką jego była Teresa Stadnicka Ossolińska (1717–1776). Kształcił się u jezuitów w Poznaniu. W 1753 roku wyruszył w podróż po krajach Europy Zachodniej. Przebywał w Lunéville w Lotaryngii u swego dziadka Franciszka Maksymiliana Ossolińskiego. Wstąpił tam w 1759 roku do szkoły kadetów, którą ukończył po trzech latach.
Brat Anny Teresy Potockiej z Ossolińskich, był młodszym bratem Maksymiliana Hilarego, który po odziedziczeniu majątku swego dziadka Franciszka Maksymiliana Ossolińskiego, pozostał we Francji, i ożenił się dopiero po śmierci matki w roku 1774 ze stryjeczną bratanicą Anną Ossolińską na Tęczynie i Sterdyni h. Topór, z którą wziął rozwód, i ponownie się ożenił w 1784 r. z Matroną Pęcherzewską, a jego była żona wzięła ślub w 1782 r. z Kazimierzem Krasińskim (1725–1802)- szambelanem królewskim z którym miała dwoje dzieci Józefa i Elżbietę Krasińską.
Józef Salezy pozostał głównym dziedzicem majątku ojca w Rzeczypospolitej. Po powrocie do kraju w 1762 roku Józef Salezy poszedł śladami ojca i rozpoczął karierę u boku Sasów. Po śmierci Augusta III Sasa stanął w czołówce przeciwników Stanisława Augusta Poniatowskiego i bez żadnych skrupułów poszedł na współpracę z ambasadą rosyjską.
19 czerwca 1764 – brał udział w obradach przybyłych do Krosna wojsk Konfederatów, po klęskach pod Leskiem i Brzozowem. Józef Salezy Ossoliński wraz z ojcem Józefem Kantym Ossolińskim zaproponował natarcie na rosyjski korpus i prywatne zaciągi Kazimierza Poniatowskiego, w celu przebicia się do Lwowa oraz połączenia z wojskami Franciszka Salezego Potockiego i Karola Radziwiłła.
Na sejmie koronacyjnym 1764 roku wyznaczony ze stanu rycerskiego do Asesorii Koronnej.
Marszałek sandomierski w konfederacji radomskiej. W 1767 r. odznaczony został Orderem Orła Białego. W 1778 roku był członkiem Departamentu Sprawiedliwości Rady Nieustającej. W 1781 r. wydał on „Punkta, regulamin dla miasta i wsi włości chrzanowskiej...”, w którym regulował wszystkie dziedziny życia w mieście, pozostawiając jednak chrzanowianom wiele samodzielności. Niemal równocześnie Ossoliński wystawił przywilej potwierdzający i odnawiający wcześniejsze nadania Ligęzów na rzecz szpitala dla ubogich w Chrzanowie.
Zmarł w 1789 w Wiedniu. Spadkobiercą jego dóbr został syn Józef Tymoteusz Ossoliński, urodzony w 1784 r. Opiekę nad małoletnim dziedzicem objęła siostra Józefa S. Ossolińskiego, Anna Teresa Potocka wraz z mężem Józefem, krajczym wielkim koronnym, a po rychłej śmierci chłopca w 1790 r. sama została właścicielką tychże, nadal zadłużonych, ziem.